# Jefferson Lerma
Jefferson Andrés Lerma Solís (* 25. Oktober 1994 in El Cerrito) ist ein kolumbianischer Fußballspieler, der seit Sommer 2023 bei Crystal Palace in der englischen Premier League unter Vertrag steht. Der defensive Mittelfeldspieler ist seit November 2017 kolumbianischer Nationalspieler.

## Karriere

### Verein
Jefferson Lerma begann seine Karriere in seiner Heimat Kolumbien bei Atlético Huila. Nach über 80 Pflichtspieleinsätzen für den Erstligisten, wagte er der defensive Mittelfeldspieler im Sommer 2015 den Schritt nach Europa zum spanischen Erstligisten UD Levante, welche in für die gesamte Saison 2015/16 ausliehen. Levante sicherte sich eine Kaufoption in Höhe von 600.000, die sich nach 25 absolvierten Spielen aktivieren sollte. Sein Debüt gab er am 30. August beim 0:0-Unentschieden gegen die UD Las Palmas, als er in der Schlussphase für Nabil Ghilas eingewechselt wurde. Beim Verein aus Valencia nahm er sofort nach seiner Ankunft einen Platz in der Startformation ein. Nachdem er sein 25. Pflichtspiel absolviert hatte, wurde er Mitte März 2016 zu einem festen Bestandteil der Mannschaft und erhielt einen Vierjahresvertrag.
Nach drei Spielzeiten bei Levante wechselte Lerma am 7. August 2018 für eine vereinsinterne Rekordablöse von 28 Millionen Euro zum AFC Bournemouth in die Premier League. In seiner ersten Spielzeit 2018/19 kam er auf 30 Ligaspiele, in denen er zwei Tore erzielte. In der darauffolgenden Saison 2019/20 absolvierte er 33 Ligaspiele, in denen ihm ein Tor gelang, musste aber mit den Cherries den Abstieg in die zweitklassige EFL Championship hinnehmen.
Seit Juli 2023 steht er bei Crystal Palace unter Vertrag.

### Nationalmannschaft
Jefferson Lerma gehörte zum Aufgebot, welches Kolumbien bei den Olympischen Spielen 2016 in Brasilien vertrat.
In der A-Nationalmannschaft gab Lerma sein Debüt am 10. November 2017 im Freundschaftsspiel gegen die Republik Korea, welches 1:2 verloren ging. Außerdem gehörte er zum 23-Mann Kader Kolumbiens, welche das Land bei der Fußball-Weltmeisterschaft 2018 repräsentierten. Dort kam er in allen vier Spielen zum Einsatz und schied mit der Mannschaft im Achtelfinale gegen England im Elfmeterschießen aus.